# Massespezifischer elektrischer Widerstand
Der massenspezifische elektrische Widerstand eines Stoffes ist das Verhältnis des spezifischen elektrischen Widerstandes zur spezifischen Dichte. Die SI-Einheit ist Ω·kg/m². Der reziproke Wert ist die massenspezifische elektrische Leitfähigkeit (Einheit: S·m²/kg).
Materialien mit einem niedrigen massenspezifischen elektrischen Widerstand sind geeignet zum Aufbau von Systemen, in denen es neben der elektrischen Leitfähigkeit auch auf eine geringe Masse ankommt. Trotz hoher Leitfähigkeit kann es dann sinnvoll sein, statt Kupfer oder Silber eher Aluminium zu verwenden.
| Stoff       | chem. Symbol | massenspezifischer elektrischer Widerstand in Ω·kg/m² |
| ----------- | ------------ | ----------------------------------------------------- |
| Lithium     | Li           | 45,7                                                  |
| Natrium     | Na           | 45                                                    |
| Calcium     | Ca           | 53,2                                                  |
| Kalium      | K            | 65,1                                                  |
| Aluminium   | Al           | 71,8                                                  |
| Magnesium   | Mg           | 76,8                                                  |
| Beryllium   | Be           | 77,6                                                  |
| Kupfer      | Cu           | 149                                                   |
| Silber      | Ag           | 167                                                   |
| Zink        | Zn           | 423                                                   |
| Gold        | Au           | 454                                                   |
| Strontium   | Sr           | 526                                                   |
| Molybdän    | Mo           | 535                                                   |
| Cobalt      | Co           | 555                                                   |
| Rhodium     | Rh           | 561                                                   |
| Nickel      | Ni           | 610                                                   |
| Indium      | In           | 612                                                   |
| Cadmium     | Cd           | 649                                                   |
| Eisen       | Fe           | 765                                                   |
| Ruthenium   | Ru           | 943                                                   |
| Blei        | Pb           | 2.180                                                 |
| Quecksilber | Hg           | 12.750                                                |